# KJ-200 (航空機)
KJ-200
KJ-200（基本型）
- 用途：早期警戒管制機 (AEW&C)
- 設計者：欧阳绍修
- 製造者：陝西飛機工業公司
- 運用者： 中華人民共和国（空軍、海軍）
- 初飛行：2005年11月14日
- 生産数：11機[1]
- 運用開始：2009年10月1日
- 原型機：Y-8F-600

KJ-200（空警200、ピンイン：Kōngjǐng Liǎngbǎi）は、陝西飛機工業公司が開発した早期警戒管制機（AEW&C）である。KJは空警のピンイン綴りである空中预警(Kōng Zhōng Yù Jǐng)の略で、空中早期警戒を意味する。NATOコードネームはモス (Moth)で、自衛隊（統合幕僚監部）はY-8 早期警戒機と称している。

## 設計と開発
この機体の重要構成部品は、外観的にはサーブ エリアイ システムに似たAESAレーダーシステムで、腹側のセンサードームのほか、後部胴体上部の支柱に取り付けられている。この機体のプラットフォームは陝西 Y-8F-600をベースにしており、プラット・アンド・ホイットニー・カナダ PW150Bターボプロップとハネウェルのアビオニクスが組み込まれていると報告されている。 
KJ-200の総設計士は、Y-8の総設計士だった欧阳绍修（Ouyang Shaoxiu）である。欧阳修绍によると、KJ-200はグラスコックピットの採用など、オリジナルのY-8から大幅に改良されているという（約80％）。 

## 派生型
試作機
試作初号機はY-8F-200をベースにしたもので、2001年11月に初飛行した。試作2号機からはベースがY-8F-600に切り替わり、2005年1月に初飛行した。
KJ-200
人民解放軍空軍向けの基本型。2007年から運用されている。
KJ-200H
人民解放軍海軍用。
KJ-200A
2016年12月に存在が確認された改修型。ノーズから飛び出るような形状のアンテナが撤去され、全体を覆うノーズコーンに置き換えられた。これは新たなAEW&Cアンテナであるとされており、レーダーのカバー範囲が増加すると考えられている。また、同時に機首下部に取り付けられていた気象レーダーが撤去された。KJ-200はKJ-500やKJ-2000の登場によってその地位を奪われていたが、KJ-200Aは地上レーダの死角となる低高度を飛行する目標の捕捉に特化したAEW機になると考えられている。
2023年4月時点で海軍のKJ-200Hの改修は確認されておらず、空軍機のみが改修されている。
KJ-200A（プローブ付き）
空中給油用のプローブを機首上部に装備し、胴体後方側面にESMアンテナを追加したKJ-200A。2022年にその存在が確認され、非公式にKJ-200AGと称されているが、詳細は不明とされる。
Y-9LG (KJ-200B?)
電子戦機。2017年12月にその存在が確認され、2023年1月に就役が確認された改良型。胴体前部情報に新たに衛星通信アンテナが追加され、胴体後方側面、垂直尾翼上端およびに胴体前方下部に新たにESMアンテナが設置されている。自衛用のEO/IR装置、衛星通信装置、SAR/GMTIレーダ、ESM/ELINT装置などが追加装備されているとされる。形状がKJ-200に類似していたことから当初はKJ-200Bと称されていたが、後にその詳細が明らかになるにつれてY-9LGと称されるようになった

## 運用史
プロジェクトは、2006年にKJ-200の試験時に広徳市の山に墜落という大失敗を経験した。 
2009年10月1日の中華人民共和国国慶節の軍事パレードで、KJ-200が先頭機として活躍した。 
2017年2月、アメリカ海軍のロッキード P-3 オリオンとKJ-200が南シナ海上空で不用意に接近した。両機は互いに1,000フィート（305メートル）以内の距離であった。 

## 運用国
中華人民共和国
- 中国人民解放軍空軍 - 5機
- 中国人民解放軍海軍 - 3機